# Ševarlije (Doboj)
Pour les articles homonymes, voir Ševarlije.
Ševarlije (en serbe cyrillique : Шеварлије) est un village de Bosnie-Herzégovine. Il est situé sur le territoire de la ville de Doboj et dans la république serbe de Bosnie. Selon les premiers résultats du recensement bosnien de 2013, il compte 1 333 habitants.

## Démographie

### Évolution historique de la population dans la localité
| 1948 | 1953 | 1961  | 1971  | 1981  | 1991  | 2013  |
| ---- | ---- | ----- | ----- | ----- | ----- | ----- |
| -    | -    | 1 044 | 1 370 | 1 653 | 1 792 | 1 333 |

|  |